# Intef I
Intef – nomarcha tebański, drugi władca starożytnego Egiptu z XI dynastii. Prawdopodobnie panujący w latach 2110–2103 p.n.e. Był najstarszym synem Mentuhotepa I.
Prowadził wojny z królestwem herakleopolitańskim. Zjednoczył część kraju – Teby, Abydos, This – od Elefantyny na południu po Abydos na północy. Podlegały mu I-VI nomy Górnego Egiptu. W Tod, w świątyni Montu jest przedstawiony z Mentuhotepen, Intefem II oraz Intefem III podczas składania ofiar Montu. Został pochowany w Tebach Zachodnich w El-Tarif.

## Tytulatura
| G5 |

| G5 |

| s | h · r | tA · tA |

| s | h · r | tA · tA |

| s | h · r | tA · tA |

| s | h · r | tA · tA |

| G5 |

| G5 |

| s | h · r | tA · tA |

| s | h · r | tA · tA |

| s | h · r | tA · tA |

| s | h · r | tA · tA |

| G39 | N5 |

| G39 | N5 |

| G39 | N5 | W25 | n&t&f |

| G39 | N5 | W25 | n&t&f |

| G39 | N5 | W25 | n&t&f |

| G39 | N5 | W25 | n&t&f |

| G39 | N5 |

| G39 | N5 |

| G39 | N5 | W25 | n&t&f |

| G39 | N5 | W25 | n&t&f |

| G39 | N5 | W25 | n&t&f |

| G39 | N5 | W25 | n&t&f |